# Tombak

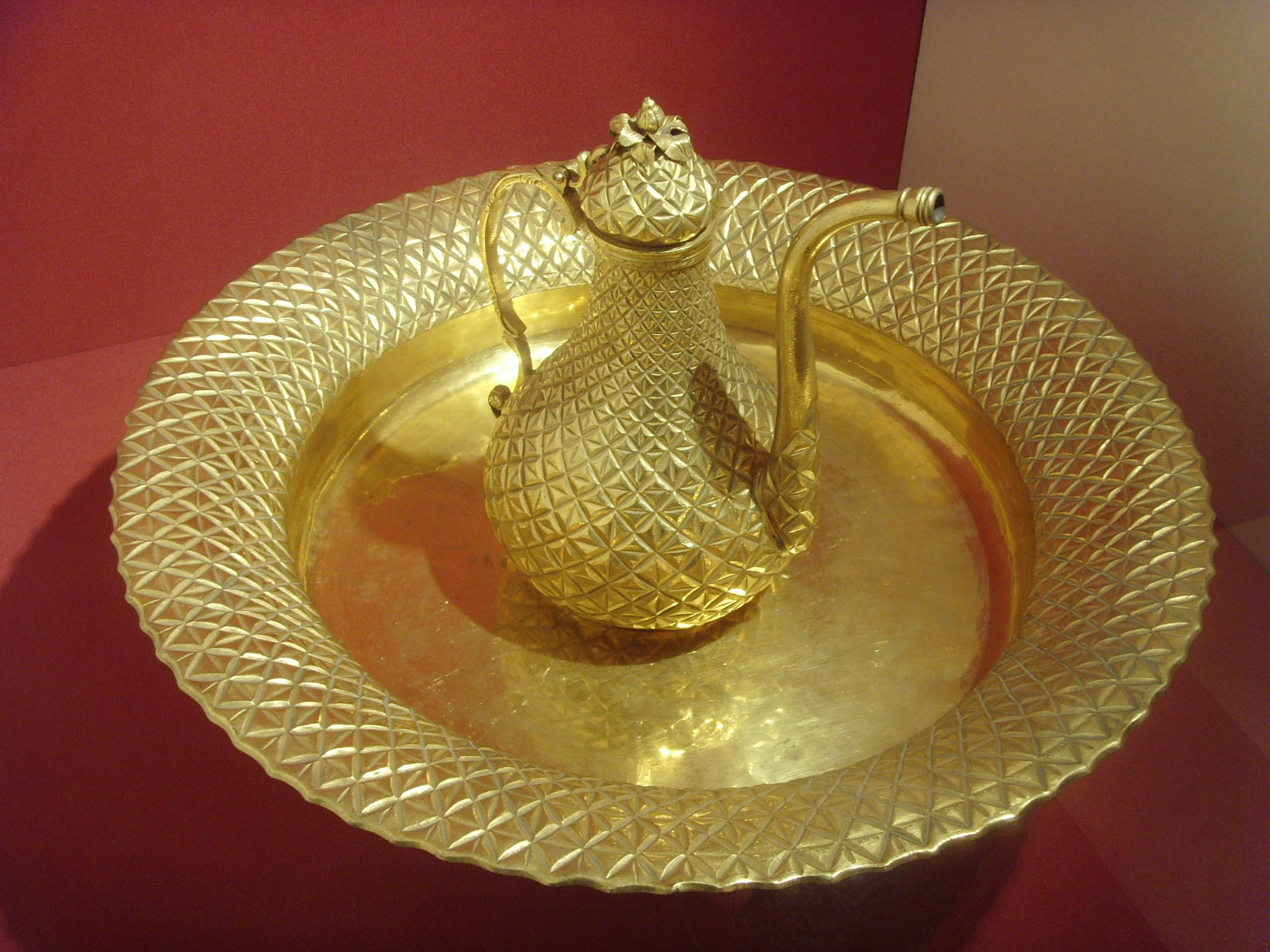
Konvice z tombaku, Turecko

Tombak (zastarale tompach či tumpach) je označení slitiny mědi (80 % – 95 %) a zinku. Tombak je tedy mosaz s vyšším obsahem mědi. Ve starších pramenech se jako tombak označují i mosazi s obsahem mědi od 65 % výše (např. tzv. „žlutý tombak“). V technické praxi se v Česku označují tombaky jako mosazi podle obsahu mědi, např. Ms 80 (s 80 % mědi). Naopak značení podle DIN nebo ISO uvádí obsah zinku, např. CuZn20.

## Výroba a vlastnosti
Z tombaků se vyrábí převážně polotovary jako plechy a pásy na lisování, tažení nebo ražení. Mechanické vlastnosti těchto slitin je možné měnit v širokém rozsahu tvářením za studena. Ve vyžíhaném stavu mají pevnost v tahu 250 – 270 MPa, tažnost 50 % a tvrdost 55 – 80 HB. Tombaky s vyšším obsahem mědi (nad 85 %) mají dobrou chemickou odolnost a nejsou citlivé ke koroznímu praskání pod napětím.

## Použití
Podle podílu mědi se mění barevný tón tombaku a obliba jeho použití. Termín je orientální, tradičně se používal v Číně, Persii a v Turecku k výrobě nádobí.

### Šperkařství
Od počátku 19. století se tato sféra stala doménou tombaku, protože byl levný a pevný. Tombakové výrobky se dají dobře postříbřit i pozlatit a zejména smaltovat. Za rozvoj mu vděčí celá oblast kovové bižuterie. Kromě válcování, lisování a tváření plechu i drátů záleží na spojích jednotlivých dílů. Rozlišujeme výrobu tvrdě i měkce pájené bižuterie:
- Tvrdě pájená bižuterie – ke spojování dílů se používá pájka s vyšším obsahem mědi a méně než 10 % zinku, někdy s příměsí stříbra, ve formě zrnek drátů, teplota tavení je do 500 do 1000 °C. Pro dokonalé spojení musí být pájené plochy čisté a zahřáté na tavicí teplotu pájky. Před okysličením je chrání tavidlo (borax – tetraboritan sodný). Pájka má formu kapek, které se nanáší kapátkem.
- Měkké pájení se používá na méně namáhané spoje, není tak pevné. Na tyto spoje tombaku se používá pájka ve formě trubičky. Dříve používané pájky mohly mít až 60 % cínu a 40 % olova (složení se blížilo eutektické pájce), obsahovaly také zinek a kadmium. V současnosti je direktivou RoHS obsah olova limitován. Na podporu očištění pájených ploch je v trubičce jako tavidlo pryskyřice zvaná kalafuna. Měkké pájky v bižuterii se vyznačují nízkou tavicí teplotou do 500 °C. Mívají formu pásu drátů vyplněných tavidlem.

Dvojí i trojí barevnost může být dána různým obsahem mědi ve slitině:
1. 72 % až 80 % Cu – světle žlutý tombak
2. kolem 85 % Cu – zlatý tombak, ve šperkařství, také pod obchodním názvem talmigold se užívá k výrobě žesťových nástrojů a k výrobě plášťů střel
3. kolem 90 % Cu – červený tombak, na šperky, pláště (pouzdra) hodinek, tabatěrky, nádobí